# Tanzania (geslacht)
Tanzania (Engels: Lilliput) is een spinnengeslacht in de taxonomische indeling van de springspinnen (Salticidae). De drie soorten in het geslacht komen voor in het Mkomazi Game Reserve in Tanzania. Deze spinnen variëren in lichaamslengte van 1,5 tot 3 mm. De soorten lijken op elkaar, maar de vrouwtjes zijn meestal donkerder.
Tanzania werd in 2000 beschreven door Wanda Wesołowska & Anthony Russell-Smith.

## Soorten
De volgende soorten zijn bij het geslacht ingedeeld:
- Tanzania meridionalis Haddad & Wesolowska, 2011
- Tanzania minutus (Wesolowska & Russell-Smith, 2000)
- Tanzania mkomaziensis (Wesolowska & Russell-Smith, 2000)
- Tanzania pusillus (Wesolowska & Russell-Smith, 2000)